# Зу: Воины с Волшебной горы
«Зу: Во́ины с Волше́бной горы́» (иер. трад. 新蜀山劍俠, упр. 新蜀山剑侠, кант.-рус.: Сань Сук сань ким хап, англ. Zu: The Warriors from the Magic Mountain) — гонконгский фильм режиссёра Цуй Харка, вышедший в 1983 году. Лента входит в список 100 лучших китайских фильмов по версии Hong Kong Film Award и занимает в нём 40 место.

## Сюжет
Древний Китай. Тик Минкэй — солдат, пойманный враждующими армиями на горе Зу. Он сбегает вглубь гор, где обитают коварные злодеи и благородные герои, каждый из которых обладает магическими способностями. Присоединившись к мастеру-фехтовальщику, Тин Яню, Минкэй втягивается в поиски могущественных Мечей-Близнецов. Только эти мечи способны уничтожить злого демона, которого временно сдерживает мудрец Чён Мэй (Длинные Брови). Когда демон вселяется в тело фехтовальщика во дворце Ледяной Королевы, Минкэй должен завершить поиски, разыскав хранителя мечей, и объединить мечи с помощью монаха Ят Чаня.

## В ролях
| Актёр        | Роль                              |
| ------------ | --------------------------------- |
| Адам Чэн     | Тин Янь                           |
| Юань Бяо     | Тик Минкэй                        |
| Саммо Хун    | Чён Мэй / солдат Армии Красных    |
| Вэн Цянъюй   | Лэй Иккэй                         |
| Мун Ли       | одна из охранниц Ледяной Королевы |
| Бриджит Линь | Ледяная Королева                  |
| Ман Хой      | Ят Чань                           |
| Дамиан Лау   | Хиу Ю                             |
| Кори Юнь     | ученик дьявола                    |
| Ся Гуанли    | Кэй Вусён                         |

## Съёмочная группа
- Компания: Golden Harvest
- Исполнительный продюсер: Рэймонд Чоу
- Режиссёр: Цуй Харк
- Сценарист: Сёй Чунъют, Ситхоу Чёкхонь
- Ассистент режиссёра: Ён Ва, Лам Чиянь
- Постановка боевых сцен: Кори Юнь[кит.], Юань Бяо, Фун Хаконь, Ман Хой[англ.]
- Художник: Уильям Чён[кит.]
- Монтаж: Питер Чён
- Оператор: Билл Вон
- Дизайнер по костюмам: Чю Синхэй
- Грим: Чань Куокхун
- Композитор: Куань Синъяу, Тан Сиулам

## Номинации
3-я Гонконгская кинопремия (1984) — номинация в следующих категориях:
- Лучший фильм
- Лучшая женская роль — Бриджит Линь
- Лучший художник-постановщик — Уильям Чён Сукпхин[англ.]
- Лучшая хореография — Кори Юнь
- Лучшая киномонтажная работа — Питер Чён